# Storvik
Storvik er en by i Sandvikens kommun i landskapet Gästrikland  i Gävleborgs län i Sverige. I 2010 havde byen  	2.165 indbyggere. Storvik var tidligere en selvstændig köping, men blev i 1971 en del af Sandvikens kommun.
Storvik var, og er stadig, et vigtigt jernbaneknudepunkt for godstog, hvor Norra stambanan, Bergslagsbanan og godsstrækningen mellem Storvik og Mjølby mødes.
ABB har serviceværksted i byen og Västerbergs folkhögskola har været her siden 1910. En af Storviks ældste virksomheder er Wetterlings øksefabrik, som blev grundlagt i 1880 af brøderne Wetterling. Wetterlings økser fremstilles stadig i samme smedje som i 1880'erne. 